# Одбојка на Летњим олимпијским играма 1988.
Седмо такмичење у одбојци на Олимпијским играма у Сеулу 1988 одржано је у периоду од 17. септембра до 2. октобра. Систем такмичења је био исти као и на Олимпијским играма 1984, али се број екипа у мушкој конкуренцији повећао на 12.

## Освајачи медаља и коначан пласман
| Дисциплина        | Злато | Сребро | Бронза | 4   | 5   | 6   | 7   | 8   | 9   | 10  | 11  | 12  |
| ----------------- | ----- | ------ | ------ | --- | --- | --- | --- | --- | --- | --- | --- | --- |
| Мушкарци — детаљи | САД   | СССР   | АРГ    | БРА | ХОЛ | БУГ | ШВЕ | ФРА | ИТА | ЈАП | ЈКО | ТУН |
| Жене — детаљи     | СССР  | ПЕРУ   | КИНА   | ЈАП | ДДР | БРА | САД | ЈКО |     |     |     |     |

## Биланс медаља
| Екипа            | Злато | Сребро | Бронза | Укупно |
| Совјетски Савез  | 1     | 1      | 0      | 2      |
| Сједињене Државе | 1     | 0      | 0      | 1      |
| Перу             | 0     | 1      | 0      | 1      |
| Аргентина        | 0     | 0      | 1      | 1      |
| Кина             | 0     | 0      | 1      | 1      |
| Укупно (5)       | 2     | 2      | 2      | 6      |